# طاقة حرارية

حركة الذرات والجزيئات في الغاز. وتعبر درجة حرارة الغاز عن متوسط طاقة حركة الذرات والجزيئات. ملحوظة : خفضت السرعات الحقيقية لذرات الغاز في هذه الصورة نحو (مليون مليون) مرة

حركة حرارية لجزء من جزيئ بروتين.

الطاقة الحرارية شكل معهود من أشكال الطاقة، تنتقل عن طريق التوصيل أو الإشعاع أو الحمل دائما من الجسم الساخن إلى البارد. ويتسبب انتقال الحرارة من جسم إلى جسم في ارتفاع درجة حرارته.
الطاقة الحرارية هي أول ما عرفه الإنسان عن الطاقة، بصرف النظر عن معرفته أو عدم معرفته بأن أشعة الشمس هي أيضا نوع من أنواع الطاقة. كانت سيطرة الإنسان الأول على الطاقة الحرارية من خلال إيقاد النار سببًا رئيسيًا في تطوره الحضاري. وحتى الآن تلعب الطاقة الحرارية دورًا هامًا يوميًا في حياتنا، فنحن نطهو الطعام بها، ونولد منها في المحطات الحرارية الطاقة الكهربائية، كما أننا نستغلها في إدارة المحركات مثل الآلة البخارية ومحرك الاحتراق الداخلي والمحرك النفاث والصواريخ.
يمكن تحويل الطاقة الحرارية إلى أي نوع آخر من الطاقة مثل الطاقة الميكانيكية كما في السيارة، أو طاقة كهربائية كما في محطة الطاقة الكهربائية أو طاقة إشعاعية كما في النار أو في النجوم وغيرها.
لهذا حظيت الطاقة الحرارية منذ القدم بالدراسة، وصيغت قوانينها خلال القرن التاسع عشر فيما يسمى علم الحركة الحرارية (ترموديناميكا).
تقاس الطاقة الحرارية بوحدة سعرة أو بوحدة جول.

## تعريفها
تعرف الطاقة الحرارية Eth لمادة بالمعادلة:
1. {\displaystyle E_{th}=c\;\cdot m\;\cdot T\!}

حيث:
c الحرارة النوعية,
m الكتلة
T درجة الحرارة المطلقة ، كلفن.
عندما تكتسب المادة حرارة ترتفع طاقة الحركة لجزيئاتها وتظهر في صورة طاقة حرارية، وتخفض افتقاد جسم للحرارة من طاقة حركة جزيئاته. فالطاقة الحرارية هي طاقة حركية وتلك الحركة تظهر كحركة عشوائية لجزيئات المادة في الغازات والسوائل، وحركة اهتزازية للشبكة البلورية للمادة الصلبة وينقلها ما يسمى فوتون.
إذا كانت الطاقة الحركية لجميع جزيئات مادة ما مساوية للصفر، فتكون درجة حرارته عند الصفر المطلق حيث الكتلة m والحرارة النوعية c دائما لا تصلان إلى الصفر. ومقياس درجة الحرارة هي كلفن وهي المرجع لمقاييس درجة الحرارة مثل الدرجة المئوية أو الدرجة فهرنهايت. درجة الصفر المطلق هي -16 و273 بدرجة الحرارة المئوية.

## التوازن الحراري
إذا اختلط نظامين مختلفة درجة حرارتهما تساوت درجة حرارتهما عن طريق تبادل حراري. وهذا التوازن يجري من نفسه، ولا يمكن انتقال حرارة من جسم بارد إلى جسم ساخن. وتلك الظاهرة المعروفة معرفة في القانون الثاني للديناميكا الحرارية ، وهو أحد قوانين الترموديناميكا. ويستمر انتقال الحرارة في المخلوط حتى تتساوى درجة الحرارة في جميع أجزائه ويصبح في حالة توازن حراري. وتلك العملية تسمى انتقال الحرارة.

## العلاقة بين الحرارة ودرجة الحرارة
في تعبيراتنا الدارجة نسمى الطاقة الحرارية حرارة ونخلط بينها أحيانا بدرجة الحرارة. فمثلا عند تسخين الثلج يكتسب الثلج حرارة في هيئة حرارة انصهار من دون أن ترتفع درجة حرارته. ونرى بالمشاهدة أنه طالما وجد الثلج مع الماء فإن درجة حرارتهما تكون مساوية لدرجة الصفر المئوي، ويظل الثلج يكتسب حرارة وينصهر إلى ماء من دون أن تتغير درجة حرارة المخلوط. ذلك لأن المحتوي الحراري للثلج يختلف عن المحتوي الحراري للماء، ونقول أن الطاقة الداخلية لهما مختلفة. وتسمى عملية كهذة ينتقل فيها نظام (قطعة الثلج) إلى طور آخر وهو الماء بأنها تحول طوري.
مثال آخر للتحول الطوري هو غليان الماء وتحول الماء من الحالة السائلة إلى بخار (حالة غازية). أيضا هنا نجد أن الماء يظل يغلي عند 100 درجة مئوية ويتحول إلى بخار من دون أن ترتفع درجة حرارة الماء عن 100 درجة مئوية. أثناء تلك العملية يتحول طور الماء إلى طور البخار، ولا ترتفع درجة حرارة البخار إلا بعد تحول كل الماء تماما إلى بخار. أثناء تحول الماء إلى بخار باكتساب حرارة من التسخين يكتسب الماء حرارة التبخر فيصبح بخارا.
تلك الخواص تنطبق بصفة عامة على أكثر المواد الأخرى مثل الكحول والحديد والنحاس والزئبق وغيرها. كل واحدة منها له حرارته النوعية وحرارة انصهاره وحرارة تبخيره.
نفرض أن لدينا قطعة من الثلج في درجة حرارة -10 مئوية وقمنا بتسخينها. نجد أن درجة حرارة الثلج تكتسب حرارة بمعدل الحرارة النوعية للثلج فترتفع درجة حرارة الثلج بالتدريج إلى -9 ثم -8 ثم -7 درجة مئوية حتى تصل درجة حرارته إلى الصفر المئوي. عندئذ تثبت درجة الحرارة عند 0 درجة مئوية ويكتسب الثلج حرارة ويتحول رويدا رويدا إلى ماء، وهو يكتسب أثناء ذلك حرارة الانصهار. وبعد تمام انصهاره إلى ماء واستمرار التسخين تبدأ درجة حرارة الماء المتكون ترتفع من الصفر باكتساب الحرارة النوعية للماء. حتى تصل إلى 100 درجة مئوية فيبدأ الغليان واكتساب الماء حرارة تبخر وتبقى درجة حرارة الماء (والبخار) عند 100 درجة مئوية حتى يتحول كل الماء إلى بخار، عندئذ مع استمرار التسخين ترتفع درجة حرارة البخار باكتسابه الحرارة النوعية لبخار الماء.
في الغازات نتحدث أحيانا عن طاقة الضغط وطاقة الضغط هذه ما هي إلا طاقة حرارية. فجزيئات الغاز الموجودة في قارورة تتصادم ببعضها البعض بسبب حركتها الحرارية العشوائية كما تتصادم بجدار القارورة. وينتقل جزء من كمية حركة الجزيئ في كل صدمة إلى جدار القارورة، وهذا هو الضغط في القارورة ونستطيع قياسه.

## الطاقة الحرارية والحياة
تستمد الأرض الطاقة الحرارية من الشمس. فالشمس هي عماد وجود حياة على الأرض. وتلعب هنا عدة عوامل هامة لنشأة الحياة على الأرض، من ضمنها بُعد الأرض عن الشمس (نحو 150 مليون كيلومتر) هذا البعد يحدد متوسط درجة الحرارة على الأرض بنحو 14 درجة مئوية على مدار الفصول. فلو كانت الأرض أقرب من ذلك إلى الشمس لتبخرت المياه وغادرت الأرض إلى الفضاء وأصبحت الأرض جافة لا تصلح للحياة مثل الزهرة. ولو ابتعدت الأرض عن الشمس لانخفضت درجة الحرارة على الأرض وأصبحت أيضا غير صالحة للحياة إذ كل شيء سيتجمد ولا ينشا الإنسان ولا الحيوان.
ويعتمد الإنسان والحيوان والنبات على طاقة حرارة الشمس، فالنبات يختزن أشعة الشمس في هيئة أخشاب وكربوهيدرات وسكر وبروتين وزيوت وغيرها عن طريق التمثيل الضوئي. وعندما نتغذى من تلك المواد فهي توفر لنا السعرات الحرارية التي تحتاجها أجستمنا لمزاولة نشاطها الحيوي ونشاطها البدني. ويسري ذلك أيضا على الطيور والحيوان.
ولكي يعمل جسم الإنسان ويؤدي نشاطه الحيوي فلا بد من أن تكون درجة حرارة جسمه 37 درجة مئوية. إذا انخفضت قليلا أو ارتفعت قليلا هددت حياة الإنسان.
توجد السعرات الحرارية في الكاربوهيدرات (كالنشا والسكر)، وفي الدهون والبروتينات.
يولد الجرام الواحد من السكر مثلا في الجسم حرارة تعادل 3,74 سعرة حرارية، ويولد 1 جرام من الدهون نحو 9,4 سعرات حرارية، وجرام واحد من النشاء يولد 4,19 سعرات.

## الطاقة الحرارية في غاز مثالي
يسهل تعريف الطاقة الحرارية بمشاهدة حالة غاز مثالي. والغاز المثالي عبارة عن غاز ذراته أحادية (ليست مترابطة في جزيئات) عند ضغط منخفض. وتعتبر جسيمات الغاز أنها جسيمات نقطية متناهية الصغر وأنها لا تؤثر على بعضها البعض، ولا يحدث بينها سوى اصطدامها ببعضها البعض اصطداما عشوائيا، فتملأ الحيز التي هي موجودة فيه.
وتعطى طاقة الحركة لجسيم واحد بالمعادلة:
{\displaystyle E_{kinetic}={\tfrac {1}{2}}m.v^{2}\,\!}
حيث:
m - كتلته
v - سرعته.
وتبلغ الطاقة الحرارية لعينة من الغاز مكونة من عدد N من الذرات مجموع تلك الطاقات للذرات:
{\displaystyle U_{thermal}={\tfrac {1}{2}}Nm{\overline {v^{2}}}={\tfrac {3}{2}}NkT,}
حيث يعبر الخط فوق السرعة عن «متوسط سرعة الجسيمات» جميعها. وتتناسب الطاقة الحرارية الكلية للعينة تناسبا طرديا مع درجة حرارة T العينة، وثابت التناسب يمثل الثلاثة اتجاهات التي يمكن أن يتحرك الجسيم فيها (فوق- تحت، ويمينا - يسارا، إلى الأمام-والخلف) ويمثل أيضا ثابت بولتزمان. ويحول ثابت بولتزمان الوحدات بين الجسيمات وبين درجة حرارة العينة ككل. تلك الصيغية الرياضية تؤدي مباشرة إلى قانون الغازات المثالية، وهي تبين أن الطاقة الداخلية U لغاز مثالي تتكون من طاقته الحرارية: